# Royaume de Ce

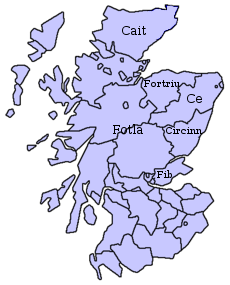
Cette carte de l'Écosse montre à peu près la zone où se trouvaient les royaumes pictes, superposée sur une carte de l'Écosse moderne.

Le Royaume de Ce (c. 1 - 900) était un ancien royaume picte légendaire en Écosse. L'auteur de la Chronique picte rapporte que le royaume s'est formé après la division d'Alba entre sept parties. Ce fut le premier et éponyme roi et son règne dura quinze ans :81. Certaines sources le contestent, lui accordant un règne de onze, douze ou vingt ans. Le royaume de Ce englobait Banff, Buchan et d'autres régions de l'Aberdeenshire, comme la région maintenant connue sous le nom de Mar,,.
Après la période romaine, un certain nombre de royaumes pictes se sont formés dans l'est de l'Écosse. Le royaume de Circind, qui était encore divisé en royaumes de Fotla (Atholl), Fib (Fife) et Circind (comté d'Angus), bordait le royaume de Ce au sud. À l'ouest, autour de l'actuelle ville d'Inverness, aurait pu être le royaume de Fidach. Dans l'extrême nord et les îles du Nord se trouvait le royaume de Cat, qui a donné plus tard le nom au comté de Caithness.
Les sept régions de Cruithne représentent les divisions au sein de la nation picte. Les royaumes étaient dirigés par des chefs héréditaires (plus tard appelés mormaers). Des sources irlandaises les appellent parfois rois bien que tous les dirigeants irlandais soient ainsi nommés, leur rang réel étant indiqué par un adjectif. En période de faible contrôle central, ces dirigeants locaux auraient certainement été plus indépendants.
Le nom du royaume de Ce apparaît dans les titres de deux vieux contes irlandais : The Ravaging of Bennachie, qui parle de la bataille de Bennachie (Peak of Ce), et The Ravaging of the Plain of Ce de Galo, fils de Febal, qui est d'environ la destruction de la plaine de Ce. Cependant, ces œuvres sont, en dehors de leurs titres, perdues. La plaine de Ce pourrait désigner le bassin versant d'Urie.
Au VIe siècle, les Pictes étaient divisés en plus grands royaumes au Nord et au Sud. Ce peut être considéré comme une région frontalière entre l'influence picte du nord et du sud.

## Voir également
- Fortriú
- Écosse au haut Moyen Âge